# Sargentrøn
Sargentrøn (Sorbus sargentiana), også skrevet Sargent-Røn, er et lille træ med en tæt og buskagtig krone. Knopperne, blomstringen, høstfarverne og frugterne gør træet meget anvendeligt som have- og parktræ.

## Kendetegn
Sargentrøn er lille, løvfældende træ med en tæt, buskagtig krone og tykke etårsskud. Barken er først mørkebrune med hvide barkporer. Senere bliver den grå og glat. Gamle grene får en bark, som er svagt furet. Knopperne er spredt stillede og røde, dækket af klar harpiks. Bladene er uligefinnede med lancetformede småblade, der har tydelig spids, forsænkede bladribber og savtakket rand. Oversiden er matgrøn, mens undersiden er lidt lysere. Høstfarven er gylden til klart rød. Blomstringen foregår i maj-juni, hvor man finder blomsterne samlet i store halvskærme på dværgskud. De enkelte blomster er 5-tallige og regelmæssige med flødehvide kronblade. Frugterne er saftige bæræbler med orange til rødt skind.
Rodsystemet består af kraftige hovedrødder med højtliggende netværk af siderødder. Planten forhandles dog oftest podet på grundstamme af almindelig røn, og den har derfor denne plantes rodnet.
Sargentrøn når en højde på 10 m og en kronediameter på ca. 8 m.

## Hjemsted
Sargentrøn hører hjemme i blandede skove, overdrev og på skråninger i det vestlige og mellemste Kina.. På bjerget Wa Shan i provinsen Zhejiang, som ligger ved Kinas østkyst, findes der i højder over 1.800 m nogle lyse blandingsskove med Abies faberi (en art af ædelgran) som det dominerende træ. Her vokser arten sammen med bl.a. almindelig kvalkved (subsp. calvescens), bjergskovranke, blåbælg, dværgkvalkved, Enkianthus deflexus (en art af pagodebusk), etagekornel, Euonymous sanguineus (en art af benved), havehortensia, himalayabirk, kamæleonbusk, kinesisk lind, kinesisk prydæble, kinesisk styrax, klatrebrombær, klatrehortensia, komarovsyren, koreakornel (subsp. chinensis), lancetbladet berberis (var. lanceifolia), moupinepil, nikkende skovranke, omeirose, pernykristtorn, Primula incisa (en art af kodriver), Pterocarya macroptera var delavayi (en art og underart af vingevalnød), Quercus serrata (en art af eg), Rhododendron argyrophyllum, Rhododendron calophytum, Rhododendron discolor, Rhododendron nitidulum, Rhododendron pingianum (arter af rododendron), rubladet hortensia, småbladet berberis, sort gedeblad, tyrkisk løn (subsp. sinicum), udspærret dværgmispel, vorteberberis og Tsuga yunnanensis (en art af hemlock)

## Galleri
|  |  |